# Brian Anderson
Brian Anderson   (Connecticut, 12 de juny de 1976) és un patinador de monopatí professional establert a Queens (Nova York). Anderson va arribar a la categoria professional l'agost 1998, patinant per Toy Machine i va ser nomenat patinador de monopatí de l'any per la revista Thrasher l'any següent després que d'unir-se a l'equip Girl Skateboards. editor en cap de la revista va explicar. Anderson va guanyar el Campionat Mundial de monopatí a Dortmund (Alemanya) el 1999.
El 23 d'agost de 2013 es va presentar el model se calçat Project BA a Nova York arran del patrocini de Nike SB. L'esdeveniment va tenir lloc a la Ludlow Studios Gallery de Lower East Side i hi va actuar la formació de heavy metal Unlocking the Truth. El dissenyador de Nike SB Fabricio Costa va utilitzar esbossos d'Anderson per crear una sabata de monopatí dissenyada específicament per trucs de flip.
El setembre de 2016 Anderson va fer pública la seva homosexualitat, dient que era una cosa que sabia des de molt jove. Anderson va revelar que havia estat "totalment espantat" i que havia optat per amagar-ho perquè pensava que tindria un efecte negatiu en la seva carrera.